# Буніятова Ізабелла Рафаїлівна
Ізабе́лла Рафаї́лівна Бунія́това (нар. 5 листопада 1947, Київ) — український науковець, лінгвіст, провідний синтаксист України, перекладач, заслужений працівник освіти України, доктор філологічних наук (2004). Завідувач кафедри германської філології Інституту філології Київського університету імені Бориса Грінченка. Вихованка видатних українських учених проф. Жлуктенка Ю.О. та проф. Почепцова Г.Г. Зробила вагомий внесок у розвиток історичного мовознавства (діахронічний синтаксис германських мов). Запровадила в Україні вивчення синтаксису з позицій американського генеративізму, виступаючи  науковим керівником кандидатських та докторських дисертацій, створила наукову школу Германські історичні студії (1996р.). Регіони діяльності осередків наукової школи: Київ, Житомир, Вінниця, Кропивницький, Полтава. Завдання наукової школи: англійські граматичні студії у синхронії та діахронії; германські студії в історичній площині (морфологія, синтаксис, словотвір давніх германських мов); лінгвокультурологічні студії: структура, семантика, прагматика мовних одиниць (на матеріалі давніх германських мов). Започаткувала роботу філологічного вісника Київського університету імені Бориса Грінченка  Studia Philologica, його головний редактор.

## Біографічні відомості
Народилася 5 листопада 1947 у Баку у родині державних службовців. У 1973 році з відзнакою закінчила Київський державний педагогічний інститут іноземних мов за спеціальністю «вчитель англійської і французької мов».
Працювала перекладачем, науковим співробітником відділу порівняльного і романо-германського мовознавства Інституту мовознавства АН УРСР, науковим співробітником відділу романських, германських і балтійських мов Інституту мовознавства НАН України.
У 1989 році захистила кандидатську дисертацію на тему «Локативні і направительні синтаксеми в середньоанглійській мові» (науковий керівник – видатний український лінгвіст, фахівець з германського мовознавства, проф. Ю.О.Жлуктенко), з 1994 по 1998 р.р. – доцент кафедри граматики та історії англійської мови Київського національного лінгвістичного університету.
В 2004 році захистила докторську дисертацію «Становлення складнопідрядного речення в давньогерманських мовах (IV-XIII ст.)» (науковий керівник – український лінгвіст, синтаксист, проф. Почепцов Г.Г.)
Входила до складу ДАК України. Професор кафедри загального і слов’янського мовознавства Національного університету «Києво-Могилянська академія» з 2010 р. по 2012р. Нині завідувач кафедри германської філології Інституту філології Київського університету імені Бориса Грінченка, голова спеціалізованої вченої ради К26.133.08 із захисту дисертацій зі спеціальностей 10.02.04 – германські мови та 10.02.15 – загальне мовознавство при Київському університеті імені Бориса Грінченка.

## Освіта
- Київський державний педагогічний інститут іноземних мов(1973);
- кандидатська дисертація «Локативні і направительні синтаксеми в середньоанглійській мові» (1989);
- докторська дисертація «Становлення складнопідрядного речення в давньогерманських мовах (IV-XIII ст.)» (2004).

## Основні праці
- Причины языковых изменений в генеративном освещении Studia Philologica (4). с. 34-38. ISSN 2311-2425[4]
- Категория глагольного вида в германских языках: история вопроса Слово і речення: синтактика, семантика, прагматика : матер. Міжнар. наук. конф. с. 21-25.[5]
- Еволюція динамічних систем (на матеріалі деяких індоєвропейських мов) Вісник Харківського нац. ун-ту ім. В.Н. Каразіна. с. 159-165.[6]
- Шляхи розвитку мовних систем (еволюція і катастрофа) Магістеріум. Мовознавчі студії. (43)[7]
- Типологія мовних змін в історичній перспективі Вісник КНЛУ. – Сер. Філологія.. с. 57-65.[8]
- Еволюція гіпотаксису в германських мовах (IV - ХІІ ст.) : Моногр. / І. Р. Буніятова; Київ. нац. лінгв. ун-т. - К., 2003. - 328 c. - Бібліогр.: с. 289-324. - укр.[9]

## Керівництво науковою роботою
Доктори та кандидати філологічних наук, які захистили дисертаційні роботи під керівництвом доктора філологічних наук, професора Буніятової Ізабелли Рафаїлівни
- Долгополова Л.А. Становлення і розвиток інфінітива у німецькій мові (VIII – XX ст.) автореф. дис... докт. філол. наук: 10.02.04 / Л. А. Долгополова. – Київ, 2010 рік.[10]
- Гусар Н. І. Структура та функції абсолютної дієприкметникової конструкції у середньоанглійській мові : автореф. дис... канд. філол. наук: 10.02.04 / Н. І. Гусар. – Київ, 2002. – 19 с.
- Снісаренко І.Є. Інфінітивна конструкція з прийменником FOR у середньоанглійській мові: семантика та функціонування: автореф. дис... канд. філол. наук: 10.02.04 / І.Є. Снісаренко; Київський національний лінгвістичний ун-т. – К., 2002. – 19 с.[11]
- Семененко Г.М. Підрядні речення обставини причини в давньоанглійській мові: структура та функціонування : авт ореф. дис... канд. філол. наук: 10.02.04 / Г. М.Семененко; Київський національний лінгвістичний ун-т. – К., 2003.– 20 с.[12]
- Нодь В.І. Розвиток абсолютної інфінітивної конструкції в англійській мові (ХІІ-ХІХ ст.): автореф. дис... канд. філол. наук: 10.02.04 / В.І.Нодь; Київський національний лінгвістичний ун-т. – К., 2005. – 20 с.[13]
- Грачова І.Є. Становлення класу слів-квантифікаторів в англійській мові (VII-XVII ст.): автореф. дис... канд. філол. наук: 10.02.04 / І.Є. Грачова; Київський національний лінгвістичний ун-т. – К., 2007. – 19 с.[14]
- Андрушенко О.Ю. Реалізація функціонально-семантичної категорії інструментальності в англійській мові VII–XVII ст.: автореф. дис... канд. філол. наук: 10.02.04 / О. Ю. Андрушенко; Чернівецький національний ун-т ім. Юрія Федьковича. – Чернівці, 2008. – 20 с.[15]
- Калитюк Л.П. Питальне речення в історії англійської мови: структурний та прагматичний аспекти: автореф. дис... канд. філол. наук: 10.02.04 / Л. П. Калитюк; Київський національний лінгвістичний ун-т. – К., 2008.– 19 с.[16]
- Троць О.В. Вербалізація концепту ДОЛЯ у давньогерманських мовах: етнокультурний аспект. автореф. дис... канд. філол. наук: 10.02.04 / 2008 рік[17]
- Полховська М.В. Екзистенційні речення в ранньоновоанглійській мові: структурно-семантичний та функціональний аспекти : автореф. дис... канд. філол. наук: 10.02.04 / М.В. Полховська; Харківський національний ун-т ім. В.Н.Каразіна. – Х., 2009. – 20 с.[18]
- Плоткіна М.Г. Синтаксис складного речення в романах Дж. Остін: структурний та функціональний аспекти: автореф. дис. ... канд. філол. наук: 10.02.04 / М.Г. Плоткіна; Харківський національний університет ім. В. Н. Каразіна. – Х., 2010. – 20 с.[19]
- Савельєва Н.О.Засоби вираження деонтичної модальності в ранньоновоанглійській мові (на матеріалі творів У. Шекспіра) : автореф. дис. ... канд. філол. наук : 10.02.04 / Н.О.Савельєва; Київський національний лінгвістичний ун-т. – К., 2010. – 20 с.[20]
- Галич О.Б.Мовні засоби відтворення містичного в англійському готичному романі XVIII століття: функціонально-семантичний аспект: автореф. дис. ... канд. філол. наук : 10.02.04 / О.Б.Галич; Київський національний лінгвістичний ун-т. – К., 2011. – 19 с.[21]
- Гирин О.В. Історія розвитку зворотних займенників в англійській мові: структурний та функціональний аспекти: автореф. дис. ... канд. філол. наук : 10.02.04 / О. В. Гирин; Херсонський державний ун-т. – Херсон, 2011. – 19 с.
- Сидорович Л.Є.Шляхи граматикалізації категорії означеності / неозначеності в англійській мові VII–XVII ст.: автореф. дис. ... канд. філол. наук : 10.02.04[22]
- Криворучко Т.В. Складна комплементація в ранньоновоанглійській мові: структурний та функціональний аспекти :автореф. дис. ... канд. філол. наук : 10.02.04 / Т. В. Криворучко, 2014.[23]
- Зінченко Г.Є. Розвиток апозитивних конструкцій в англійській мові VII-XVII ст.: структурно-функціональний аспект: автореф. дис. ... канд. філол. наук : 10.02.04 / Г.Є. Зінченко, 2015.
- Кхеліл. О.І. Складнопідрядне речення з підрядним умови в середньоанглійській мові: структурний та функціональний аспекти: автореф. дис. ... канд. філол. наук : 10.02.04 О.І. Кхеліл, 2017.[24]